# Svartörad brokvireo
Svartörad brokvireo (Pteruthius melanotis) är en asiatisk fågel i familjen vireor inom ordningen tättingar.

## Utseende
Svartörad brokvireo är en liten (11,5–12 cm), gulbukig vireo med diagnostisk svart bakkant på de gula örontäckarna. I övrigt syns ett grått band i nacken, olivgrön ovansida och vit ögonring. Hanen har kastanjebrun anstrykning på strupen och övre delen av bröstet samt två vita vingband på de skiffergrå vingarna. Honan är mindre färgglad ovan med rostbeige vingband och mycket mindre och ljusare kastanjebrunt på hakan och i ett mustaschstreck. Underarten tahanensis (se nedan) skiljer sig något genom grönare panna, mer begränsat kastanjebrunt under och i allmänhet ljusare undersida.

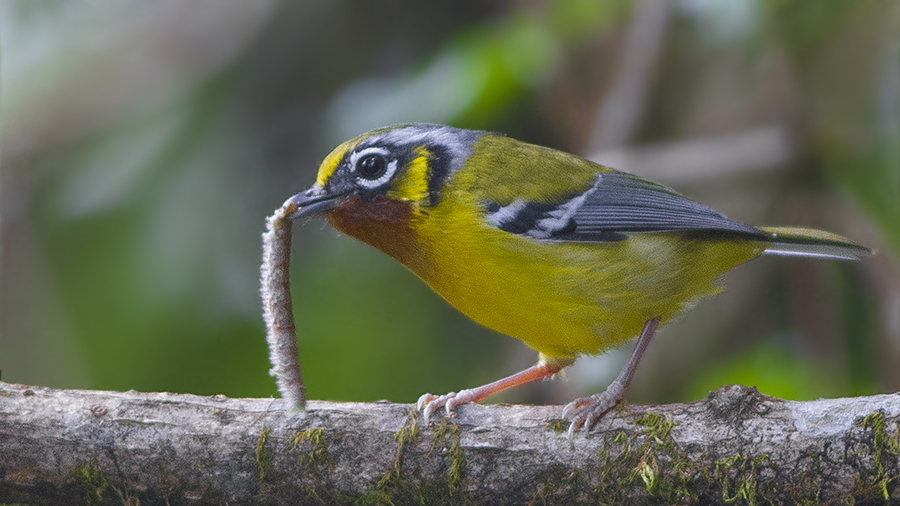

## Utbredning och systematik
Svartörad brokvireo delas in i två underarter:
- Pteruthius melanotis melanotis – förekommer från Nepal till norra Myanmar, södra Yunnan, norra Thailand och norra Indokina
- Pteruthius melanotis tahanensis – förekommer i höglandet i Malaya (södra Perak till Selangor och norra Pahang)

### Familjetillhörighet
Brokvireorna i Pteruthius kallades tidigare broktimalior och placerades just helt okontroversiellt i familjen timalior. DNA-studier visade dock mycket förvånande att dessa asiatiska fåglar i själva verket är närbesläktade med de amerikanska vireorna (Vireonidae) och inkluderas därför numera i den familjen.

## Status och hot
Arten har ett stort utbredningsområde, men tros minska i antal, dock inte tillräckligt kraftigt för att den ska betraktas som hotad. Internationella naturvårdsunionen IUCN kategoriserar därför arten som livskraftig (LC).